# Hedyotis
Hedyotis là một chi thực vật có hoa trong họ Thiến thảo (Rubiaceae).

## Hình ảnh

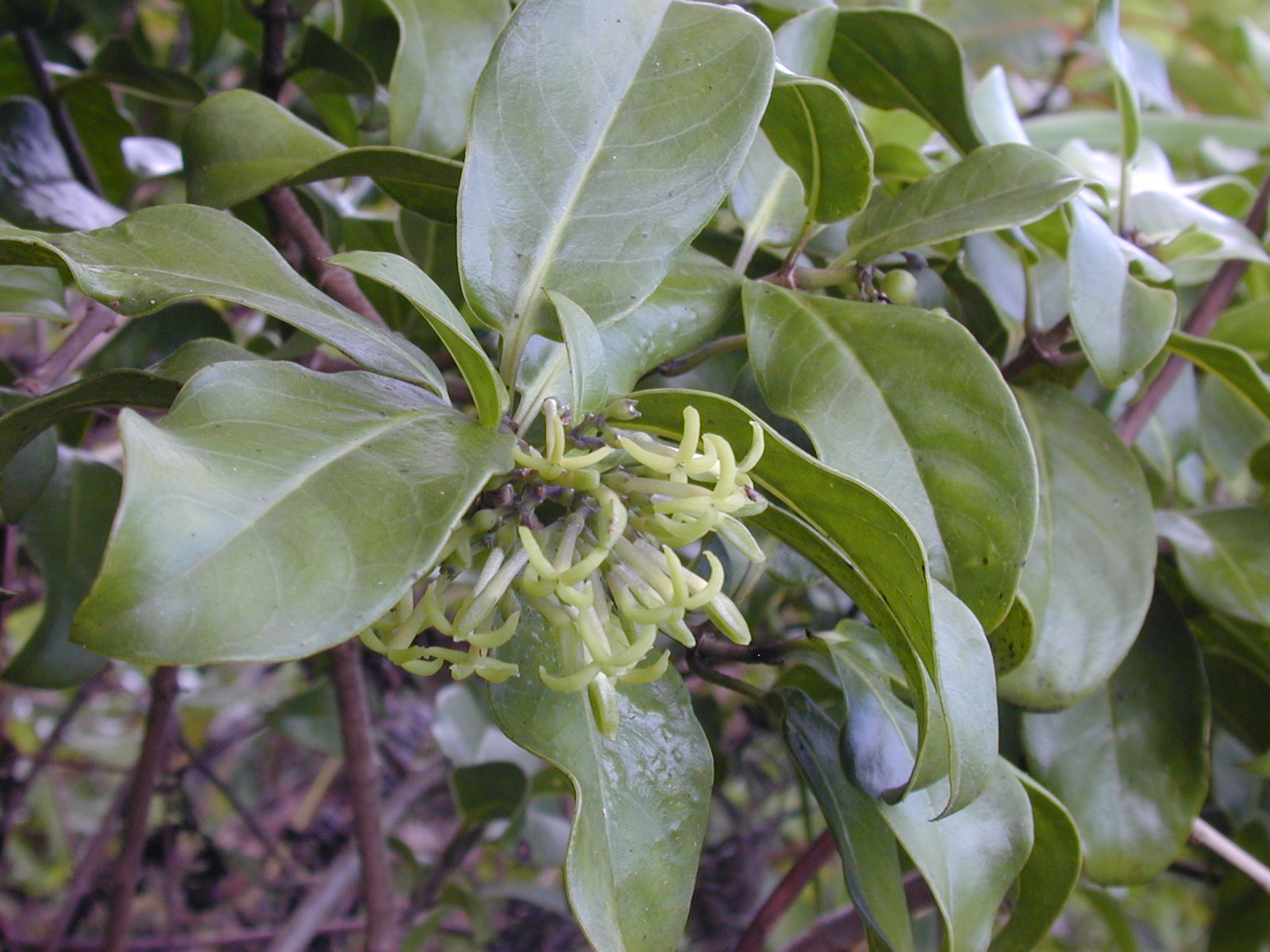
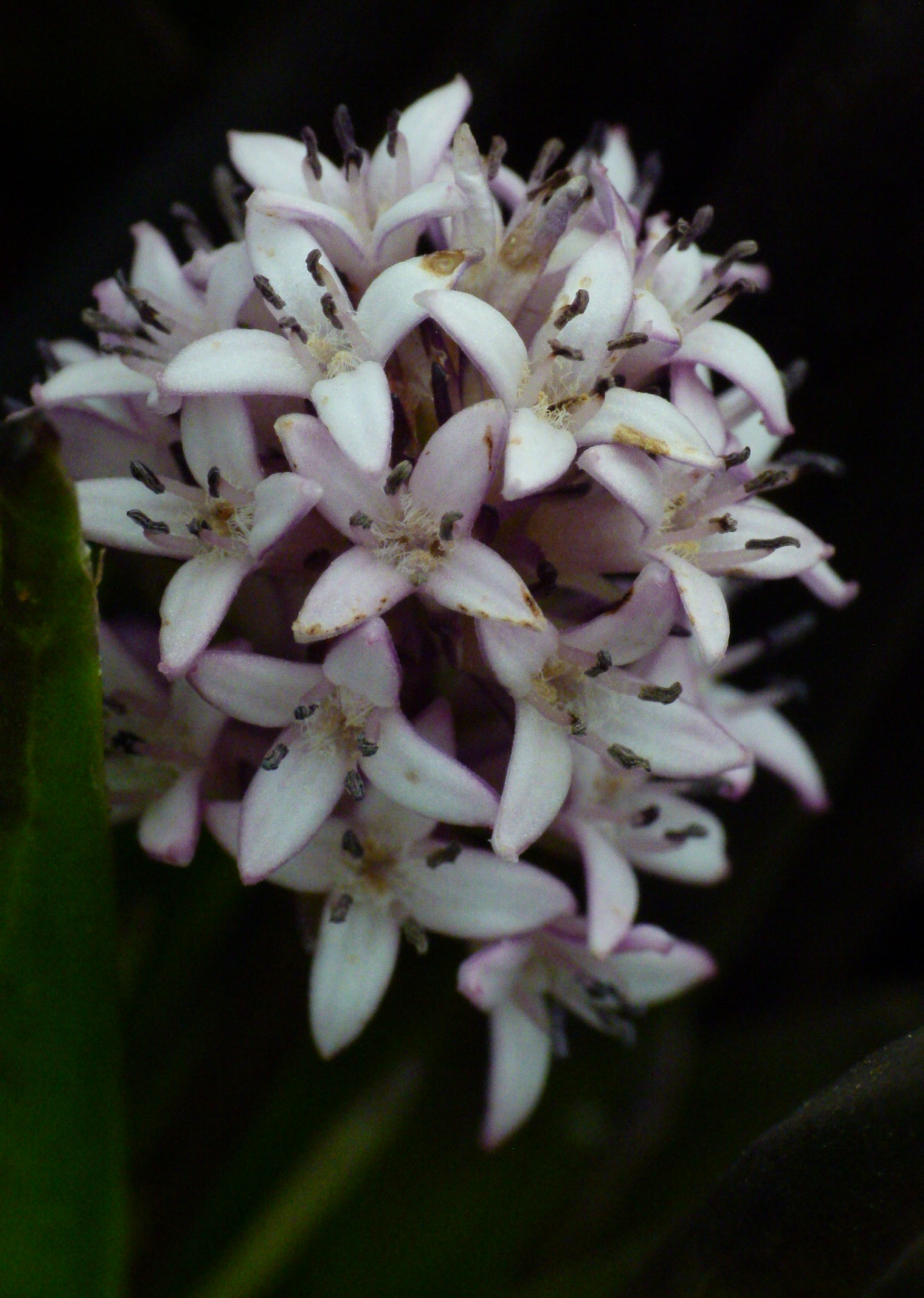
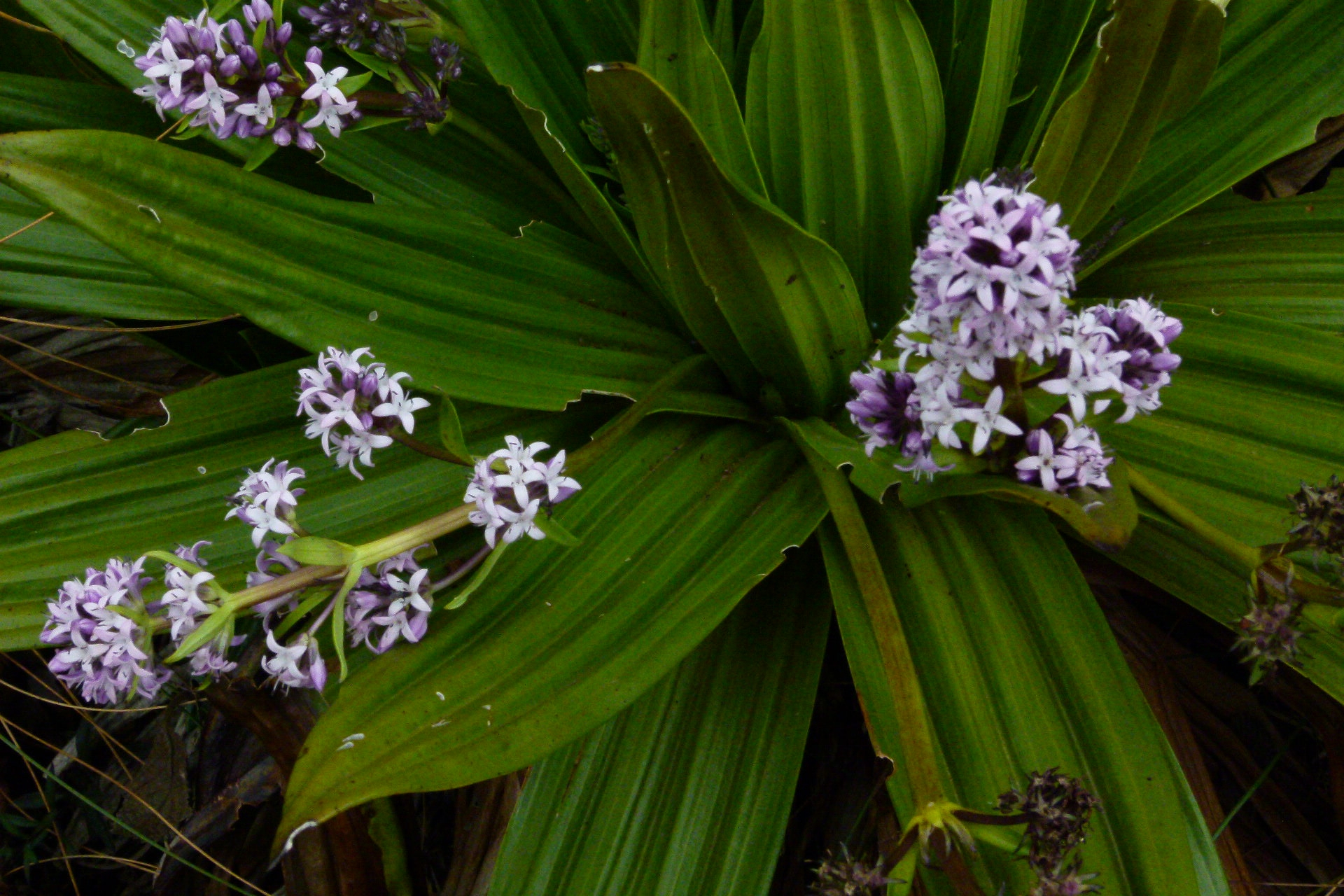

## Loài
Chi Hedyotis gồm các loài: